# Col des Ayes
Le col des Ayes est un col de montagne situé à 1 538 m d'altitude, entre la Dent de Crolles et le Pravouta dans le massif de la Chartreuse, et les communes de Saint-Pancrasse et Saint-Pierre-de-Chartreuse dans le département de l'Isère.

## Accès
Le col des Ayes n'est accessible qu'aux randonneurs, au sud par le GR 9 depuis le col du Coq et au nord par le sentier du vallon de Rajas.
Le col est la principale voie d'accès au sommet de la Dent de Crolles.
C'est aussi une étape dans la randonnée de 2 heures du tour du Pravouta ou l'accès au sommet du roc d'Arguille à partir du col du Coq.

## Protection environnementale
Le col est situé en bordure de la réserve naturelle des Hauts de Chartreuse.

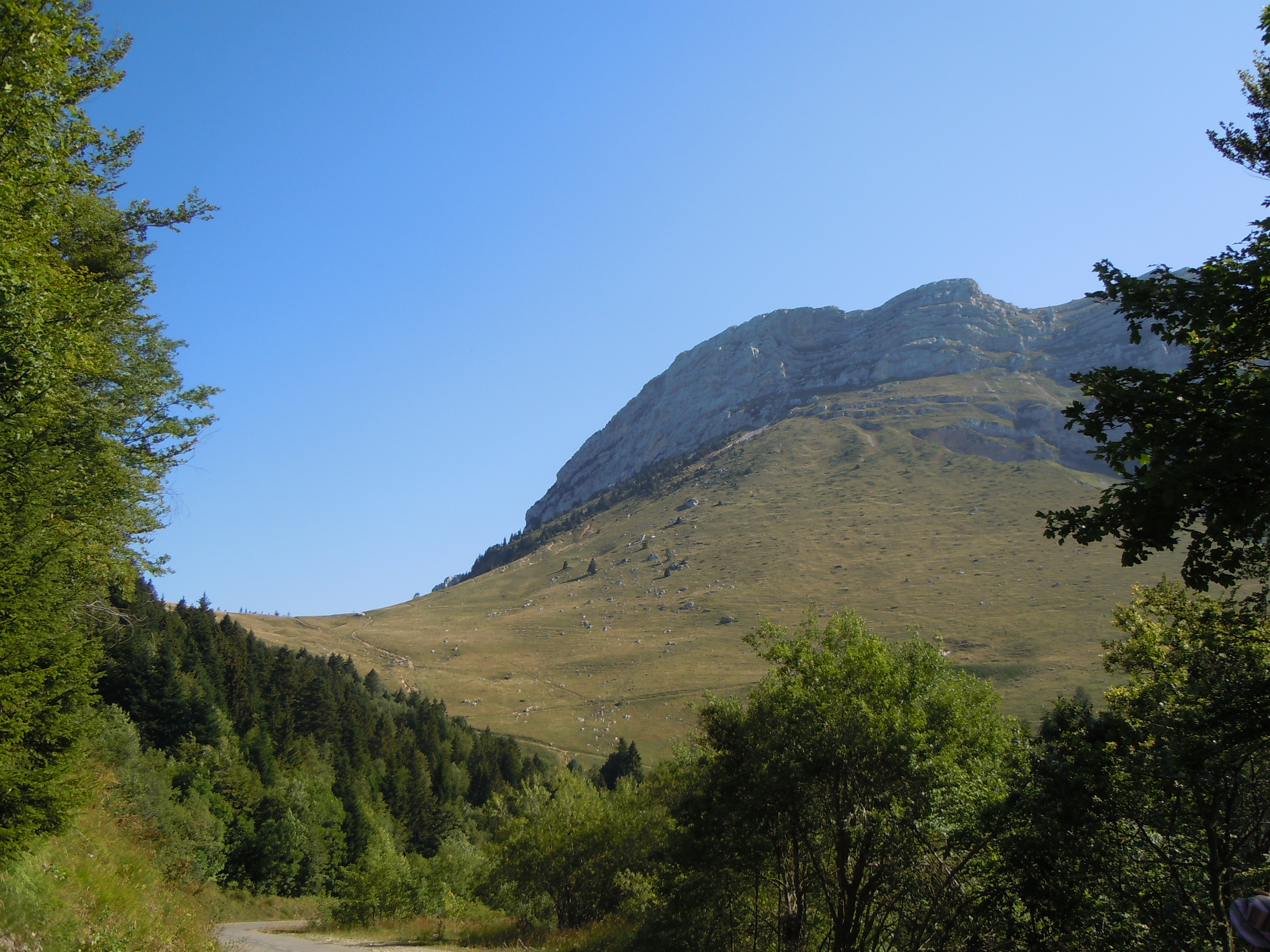
Vue du col des Ayes et de la Dent de Crolles depuis le col du Coq.
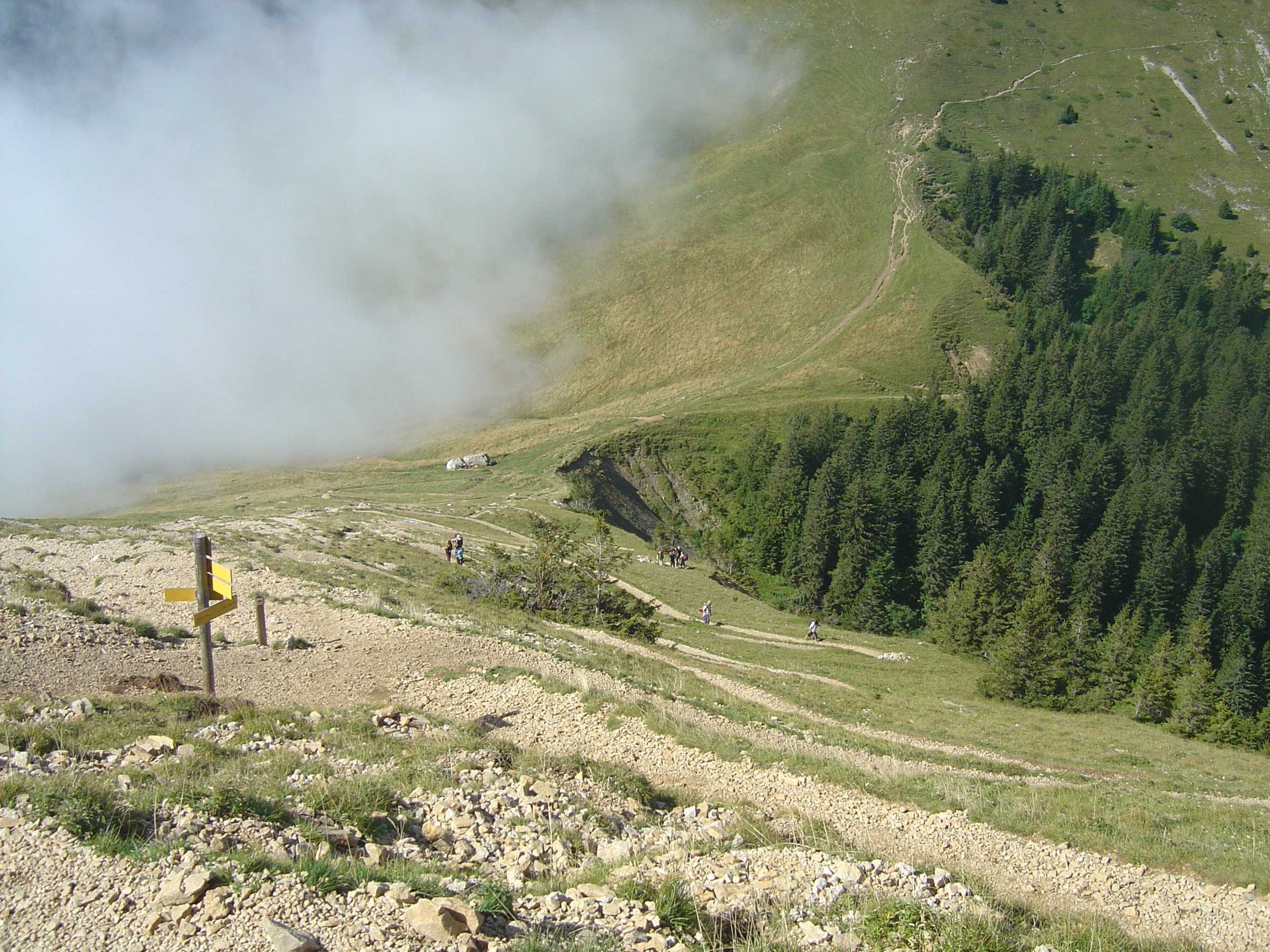
Le col des Ayes depuis les lacets montant à la Dent de Crolles.